# الوكالة الفلسطينية للتعاون الدولي
الوكالة الفلسطينية للتعاون الدولي وتٌعرف اختصارًا بيكا، هي وكالة هدفها تقديم المساعدة الإنمائية والدعم الفني للدول الصديقة والداعمة للشعب الفلسطيني، من خلال الاستعانة بالخبرات الفلسطينية داخليا وخارجيا، انطلاقا من الإيمان العميق بالمسؤولية الوطنية تجاه هذه الدول، وتعبيرا عن الامتنان والتقدير للدعم المقدم لدولة فلسطين من المجتمع الدولي، ويعد السفير عماد الزهيري أول مدير عام لها.

## التأسيس
تأسست الوكالة الفلسطينية للتعاون الدولي بقرار من رئيس دولة فلسطين محمود عباس، وذلك بموجب المرسوم الرئاسي الصادر في شهر كانون الثاني لعام 2016.
عدل الرئيس الفلسطيني محمود عباس مرسوم إنشاء الوكالة الفلسطينية للتعاون الدولي رقم (9) لسنة 2016 في 11 يونيو 2024، مضيفًا مجلس إدارة للوكالة. لاحقًا أصدر القرار رقم (51) لسنة 2024 وعين محمد مصطفى رئيسًا للمجلس ابتداءً من 23 يونيو 2024.

## الدور
تعمل الوكالة الفلسطينية للتعاون الدولي كأداة دبلوماسية عامة لدولة فلسطين، وتسترشد بمبدأ التضامن من خلال التنمية وهي المنسق الوطني للتعاون جنوب-جنوب، والذراع التنفيذي لوزارة خارجية فلسطين، من خلال المساهمة في تحقيق الخطط الوطنية في مجال التعاون الدولي.

## الأنشطة
- إنشاء وتحديث وحدة قاعدة بيانات متخصصة حول الخبرات الفلسطينية.
- المساهمة في تنسيق وتنظيم العملية الإنمائية الفلسطينية، وإعداد التقارير الدورية التنموية مع الشركاء المحليين والدوليين.
- المساهمة في إعداد وتحقيق الخطط الوطنية التنموية وتنفيذ برامج تعاون تخدم أهداف التنمية المستدامة.
- تنفيذ مشاريع تعاون تنموي ثنائي وثلاثي ومتعدد الأطراف في مجالات بناء السلام والحكم الرشيد، تكنولوجيا المعلومات، بالإضافة إلى قطاعات التعليم والصحة والبيئة والزارعة في الدول المستهدفة.
- تبادل الخبرات والمعرفة بين دولة فلسطين ودول العالم.
- تكوين شبكة شراكات عالمية.
- إبرام وتفعيل ومتابعة تنفيذ الاتفاقيات الدولية والإقليمية ذات الصلة.
- تطوير الشراكة والتفاعل مع المجتمع المدني والأكاديمي والقطاع الخاص.
- المشاركة في عمليات الإغاثة والمساعدات الإنسانية وإعادة الإعمار.
- تنظيم برامج عمل تطوعي لخدمة الدول ذات الاحتياج، وتوطيد العلاقة مع الجاليات الفلسطينية في دول الاغتراب واللجوء.
- تعزيز فرص الاستثمار والتبادل التجاري.[5]